# Władysław Włodzimierz Gaworecki

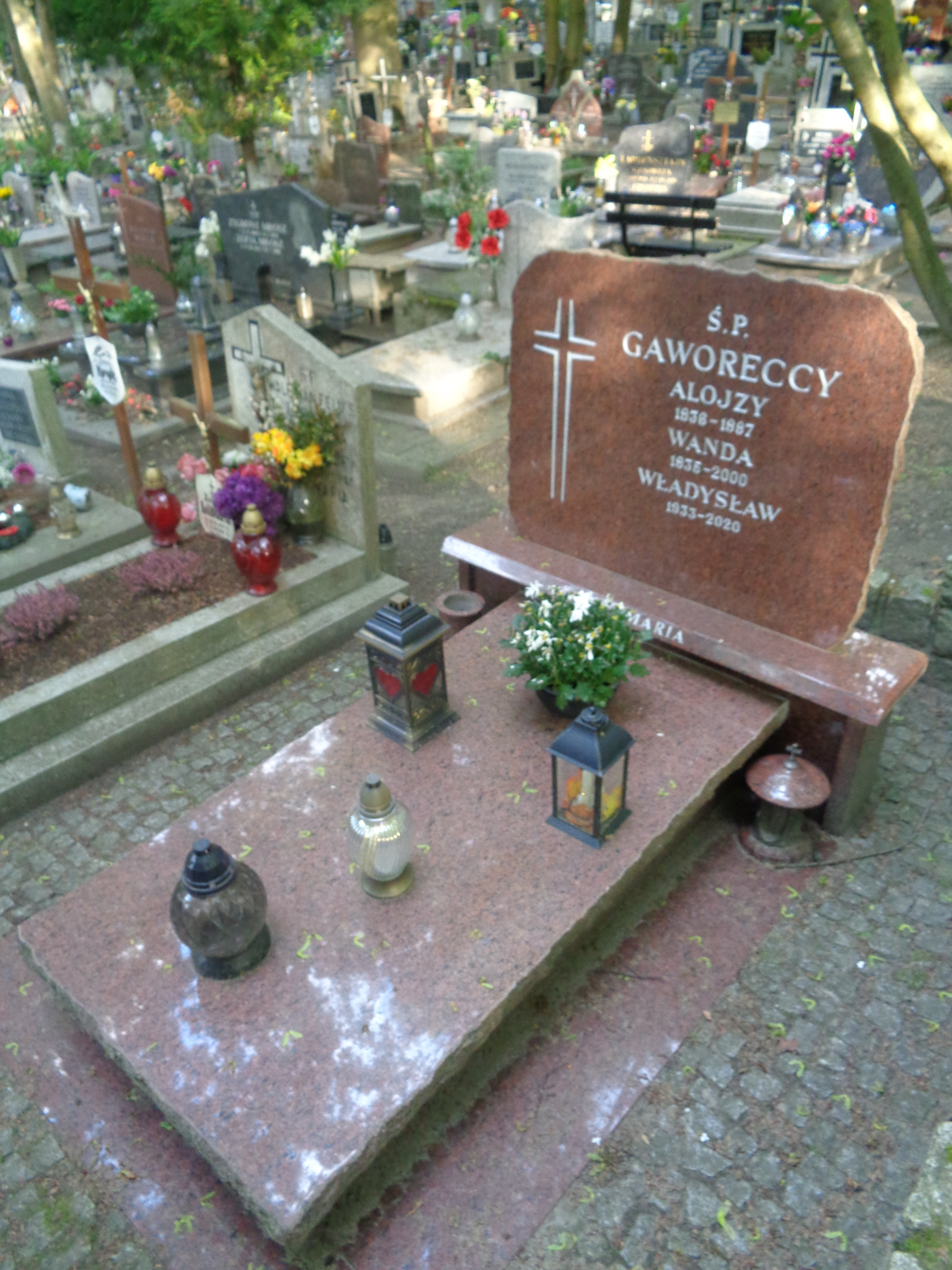
Grób Władysława Gaworeckiego na Cmentarzu Srebrzysko w Gdańsku

Władysław Gaworecki (ur. 2 lipca 1933 w Dydni, zm. 19 września 2020 w Gdańsku) – polski ekonomista, nauczyciel akademicki Uniwersytetu Gdańskiego, specjalista z zakresu turystyki, w latach 1996–2017 rektor Wyższej Szkoły Turystyki i Hotelarstwa w Gdańsku.

## Życiorys
Od 1955 był członkiem PZPR. W 1958 ukończył Wyższą Szkołę Ekonomiczną w Sopocie, od 1965 był jej pracownikiem. Od 1970 był pracownikiem Uniwersytetu Gdańskiego. W latach 1981–1987 był dziekanem Wydziału Ekonomii Produkcji UG. W 1996 twórca Wyższej Szkoły Turystyki i Hotelarstwa w Gdańsku, i następnie jej rektor do 2017.
W 2005 odznaczony Krzyżem Oficerskim Orderu Odrodzenia Polski przez prezydenta RP Aleksandra Kwaśniewskiego. 
Pochowany na Cmentarzu Srebrzysko (rejon X, kwatera II dzieci-1-27).